# 三好愛吉

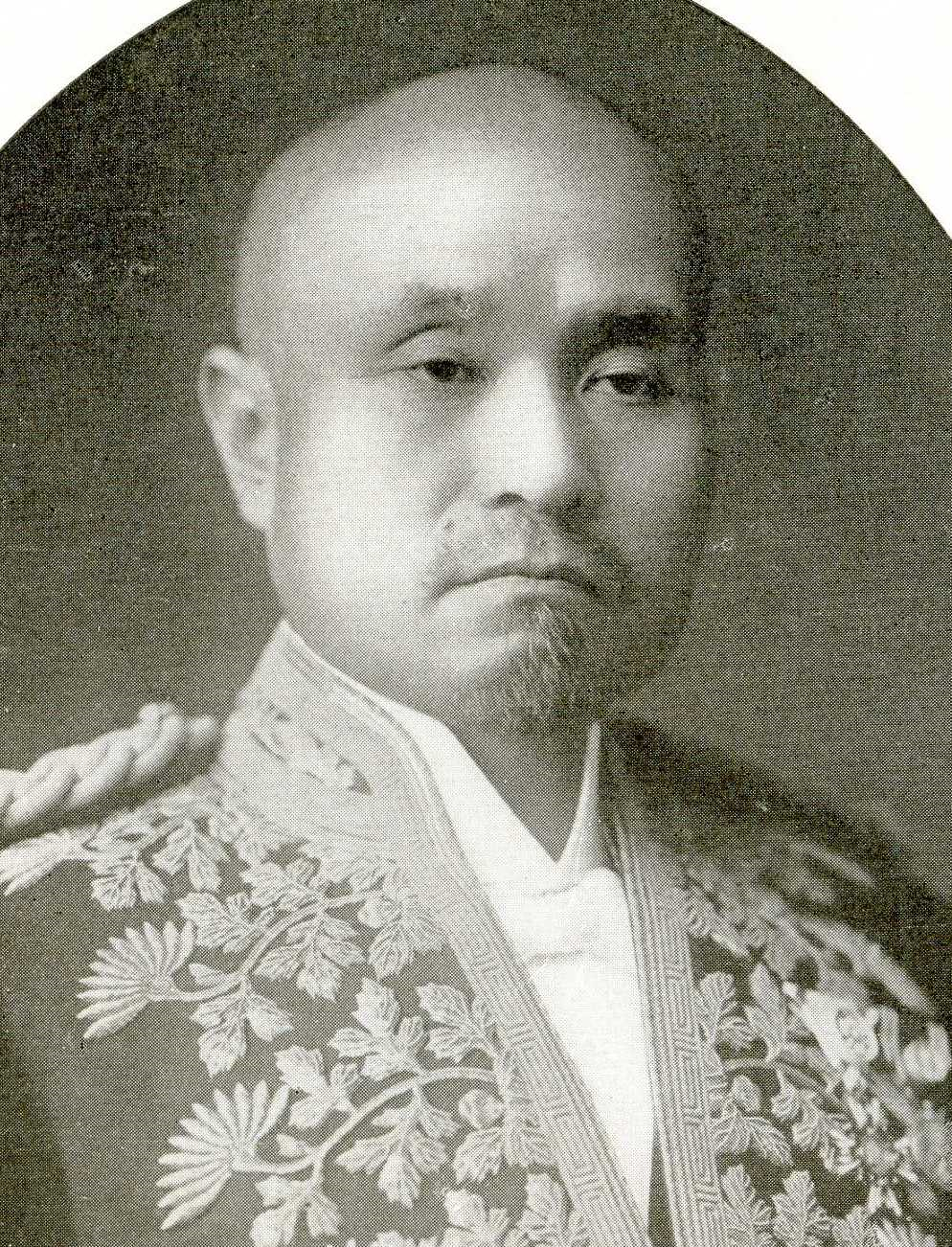
三好愛吉（中村唯一編「物外三好愛吉先生」（三好愛吉先生弔慰會、1931年より）

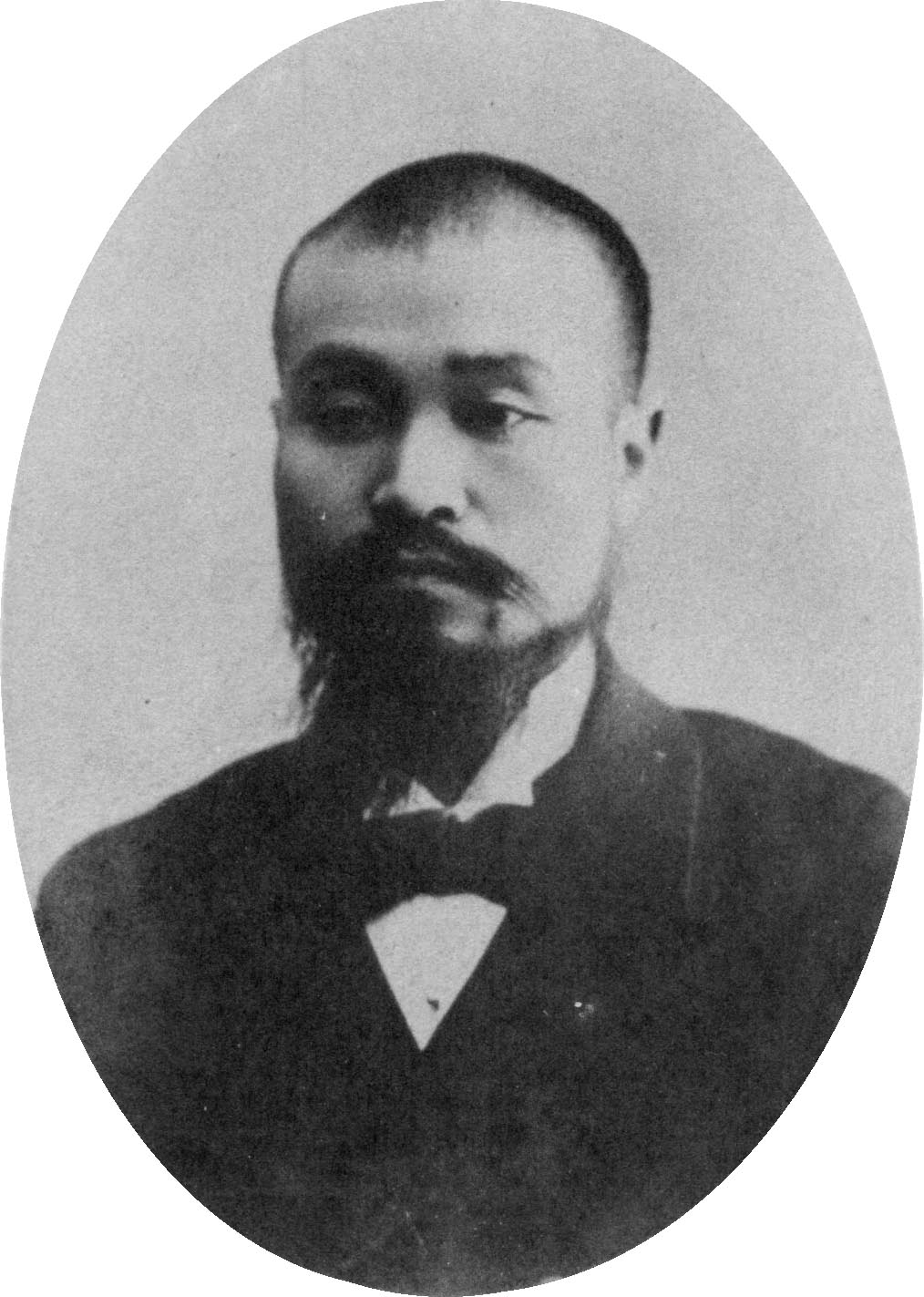
三好愛吉

三好 愛吉（みよし あいきち、1871年2月12日（明治3年12月23日） - 1919年（大正8年）2月11日）は、日本の教育者、元第二高等学校校長、元皇子傅育官長。

## 略歴
1871年2月12日（明治3年12月23日）に、村上（現新潟県村上市）に、村上藩士・三好義雄の次男として生まれる。村上中学に学び、1891年（明治24年）第一高等学校卒業、1895年（明治28年）東京帝国大学（現東京大学）哲学科を卒業する。 
その後、京都真宗大学教授、新発田尋常中学校長を務め、また長野尋常中学（現長野県長野高等学校）を創設、初代校長となる。暖房費を節約して「神聖なるピアノ」を購入などのエピソードを残す。1900年（明治33年）、仙台の第二高等学校（現東北大学教養課程の前身）教授、のちに第5代校長となり、同校の「雄大剛健」の校風を樹立した。1904年（明治37年）、大須賀次郎、瀧川亀太郎、玉虫一郎一とともに仙台孔子会を設立する。宮澤賢治が1899年（賢治25歳）より大沢温泉（花巻近くの湯治場）で開いていた夏期仏教講習会でも、実践倫理として三好が1902年に講師を務めている。
1915年（大正4年）（44歳）、「皇子傅育（ふいく）官長」に任命され、秩父宮雍仁親王、高松宮宣仁親王の傅育に尽力した。イギリスのイートン校やハーロー校のような教育をもって皇子教育にあたろうとしたが、志半ばにして1919年（大正8年）、当時世界的に流行したインフルエンザ（いわゆるスペイン風邪）のため47歳にて急逝し、村上市内の宝光寺に埋葬された。
仏教の上では森田悟由（曹洞宗の僧、永平寺六十四世）らに師事した。また、東京帝国大学に印度哲学講座を創設（1917年（大正6年））するため、安田善次郎に講座創設費の寄付を薦め、寄与した。印度哲学講座の実現により、村上専精（夏期仏教講習会でも講師を務めた）が初代教授に就任した（東京大学百年史、第二編第三章参照）。三好はさらに村上専精等と作った「六人會」として、東京大学に講堂を寄付するよう安田に進言した。これにより安田講堂が生まれた（安田が暗殺された翌1922年（大正11年）着工、1925年（大正14年）竣工）。ちなみに、渋沢栄一は安田が暗殺された後「彼（安田）のあれほどの力と資財を国家に用いていたなら」と惜しんだと伝えられるが、講堂や印哲を通じて彼の寄付は歴史に残ったことになる。
三好愛吉については、中村唯一編「物外三好愛吉先生」（三好愛吉先生弔慰會、1931年）という書物が刊行されているほか、教育者としての解説は、例えば唐澤富太郎（編著）「図説教育人物事典」（ぎょうせい、1984年）を参照。

## 栄典
- 1910年（明治43年）12月26日 - 勲六等瑞宝章[2]